# Peter Sollett
Peter Sollett (Nova York, 1 de janeiro de 1976) é um diretor de cinema norte-americano.

## Filmografia
Longas-metragens
- Raising Victor Vargas (2002) - Direção, Produção e Roteiro
- Nick and Norah's Infinite Playlist (2008) - Direção
- Freeheld (2015) - Direção

## Recepção
| Filme                              | Rotten Tomatoes | Orçamento   | Bilheteria    |
| ---------------------------------- | --------------- | ----------- | ------------- |
| Raising Victor Vargas              | 96%             | $800 mil    | $2.9 milhões  |
| Nick and Norah's Infinite Playlist | 75%             | $10 milhões | $33.5 milhões |
| Freeheld                           | 48%             | $7 milhões  | $1.7 milhão   |